# Nissa Sport Club 1986-1987
Questa pagina raccoglie le informazioni riguardanti la Nissa Sport Club nelle competizioni ufficiali della stagione 1986-1987.

## Rosa
| N. |                   | Ruolo | Calciatore        |
| -- | ----------------- | ----- | ----------------- |
|    | Italia (bandiera) | D     | Pietro Adelfio    |
|    | Italia (bandiera) | D     | Sebastiano Artale |
|    | Italia (bandiera) | D     | Nicola Aurisano   |
|    | Italia (bandiera) | C     | Antonino Bosco    |
|    | Italia (bandiera) | D     | Carlo Breve       |
|    | Italia (bandiera) | D     | Francesco Bruno   |
|    | Italia (bandiera) | D     | Liborio Cammarata |
|    | Italia (bandiera) |       | Cancelliere       |
|    | Italia (bandiera) |       | Centorbi          |
|    | Italia (bandiera) |       | Cimmaruta         |
|    | Italia (bandiera) |       | D'Auria           |
|    | Italia (bandiera) | D     | Marco De Matola   |
|    | Italia (bandiera) | C     | Giorgio Diana     |
|    | Italia (bandiera) | P     | Renato Di Prima   |
|    | Italia (bandiera) |       | Donzella          |
|    | Italia (bandiera) | C     | Antonino Fazio    |
|    | Italia (bandiera) | C     | Lorenzo Federico  |
|    | Italia (bandiera) | A     | Michele Giannone  |

| N. |                   | Ruolo | Calciatore        |
| -- | ----------------- | ----- | ----------------- |
|    | Italia (bandiera) | C     | Marcello Grosso   |
|    | Italia (bandiera) | A     | Giovanni Macera   |
|    | Italia (bandiera) |       | Marchese          |
|    | Italia (bandiera) |       | Marino            |
|    | Italia (bandiera) | A     | Umberto Marino    |
|    | Italia (bandiera) | P     | Maurizio Mazza    |
|    | Italia (bandiera) |       | Mirotti           |
|    | Italia (bandiera) |       | Moncada           |
|    | Italia (bandiera) |       | Morreale          |
|    | Italia (bandiera) |       | Paolilla          |
|    | Italia (bandiera) | C     | Fabio Parenti     |
|    | Italia (bandiera) |       | Passero           |
|    | Italia (bandiera) |       | Sciaulino         |
|    | Italia (bandiera) | C     | Marco Tomaselli   |
|    | Italia (bandiera) | A     | Renato Tramontano |
|    | Italia (bandiera) | C     | Luigi Vizza       |
|    | Italia (bandiera) |       | Zagarella         |
|    | Italia (bandiera) |       | Zagarella         |